# Клей, Николас
Николас Энтони Филипп Клей (англ. Nicholas Anthony Phillip Clay; 18 сентября 1946 год — 25 мая 2000) — английский актёр.

## Биография
Родился 18 сентября 1946  года в Стретеме (Лондон) в семье профессионального солдата Королевского сапёрного корпуса британской Королевской армии. Учился в королевской академии драматических искусств. В начале 1970х начал актёрскую карьеру, снимаясь в небольших ролях в кино и на телевидении. 
Клей принял участие в нескольких театральных постановках на Вест-энде. Сыграл в нескольких постановках театра Олд Вик Лоуренса Оливье. В 1970-х годах считался одним из наиболее многообещающих британских актёров. Среди его выступлений была пьеса Мизантроп, это успешное выступление привело его в США, в 1975 году он сыграл эту роль на Бродвее.
Клей сыграл роль Алана Кэмпбелла в постановке 1976 года «Портрета Дориана Грея» вместе с Питером Фертом. В 1978 году он сыграл роль Генри Ризли, третьего графа Саутгемптона в драматическом телесериале Will Shakespeare о жизни Шекспира. 
Первыми фильмами в которых снялся Клей стали культовый триллер The Night Digger (1971) и The Darwin Adventure (1972), где он сыграл роль юного Чарльза Дарвина. В 1981 году Клей сыграл роль Ланселота в фильме 1981 года «Эскалибур», эта роль стала его самой знаменитой на экране . Клей также сыграл роль Оливера Меллорса  в киноверсии Джаста Джекина произведения Дэвида Лоуренса «Любовник леди Чатерлей» (1981) и снялся в фильме Зло под солнцем (1982) по произведению Агаты Кристи вместе с Дайаной Ригг, Клей работал с ней в пьесе «Мизантроп».
Клей регулярно выступал на сцене и появился в ряде телефильмов и мини-сериалов. В 1984 году он сыграл роль Майка Престона в эпизоде "Child's Play" сериала Hammer House of Mystery and Suspense. 
В 1983 году Клей сыграл роль Стэплтона в телеверсии «Собака Баскервилей». Через два года он снова снялся в экранизации произведения о Шерлоке Холмсе сыграв роль Перси Тревельяна в эпизоде «Постоянный пациент» «Приключений Шерлока Холмса». В 1988-1989 годах Клей снялся в сериале Gentlemen and Players канала UK ITV.  
В 1992 году Клей сыграл роль Кима Томпсона в телесериале канала ВВС Virtual Murder и сыграл роль лорда Лео в телесериале 1998 года «Великий Мерлин» вместе с Сэмом Ниллом. Последний раз он появился на экране в короткометражном фильме Роджера Эштона-Гриффина And Beyond.
В последние годы Клей преподавал драматическое искусство в актёрском центре и в Academy of Live and Performing Arts также работал с королевской академией драматических искусств главным образом продвигая интересы организации и давая консультации студентам.  
Клей скончался 25 мая 2000 года в Лондоне в возрасте 53 лет от последствий рака печени. Его тело было погребено в могиле в церкви св. Петра  деревни Сибтон графства Суффолк.
Клей с 1980 года был женат на актрисе Лорне Хейлброн (1948 г. р). После него остались дочери Элла (р. 1983) и Мэдж (р. 1986). Мать Роуз и жена также пережили его.

## Фильмография

### Кино
| Год  | Название                              | Роль             | Примечания | Ссылки |
| ---- | ------------------------------------- | ---------------- | ---------- | ------ |
| 1963 | Проклятые                             | Ричард           |            |        |
| 1971 | The Night Digger aka The Road Builder | Billy Jarvis     |            |        |
| 1972 | The Darwin Adventure                  | Чарльз Дарвин    |            |        |
| 1977 | Terror of Frankenstein                | Henry Clerval    |            |        |
| 1979 | Рассвет зулусов                       | Лейтенант Роу    |            |        |
| 1981 | Экскалибур                            | Ланселот         |            |        |
| 1981 | Любовник леди Чаттерлей               | Оливер Меллорс   |            |        |
| 1981 | Lovespell                             | Тристан          |            |        |
| 1982 | Зло под солнцем                       | Patrick Redfern  |            |        |
| 1987 | Sleeping Beauty                       | The Prince       |            |        |
| 1987 | Львиное сердце                        | Шарль де Монфорт |            |        |

### Телевидение
| Год  | Название                                               | Роль                       | Примечания                   | Ссылки |
| ---- | ------------------------------------------------------ | -------------------------- | ---------------------------- | ------ |
| 1978 | Will Shakespeare                                       | граф Саутгемптон           | телесериал                   |        |
| 1981 | The Search for Alexander the Great                     | Александр Македонский      | телесериал                   |        |
| 1983 | Собака Баскервилей                                     | Джек Стэплтон              | телефильм                    |        |
| 1984 | The Last Days of Pompeii                               | Glaucus                    | TV miniseries                |        |
| 1985 | Приключения Шерлока Холмса (телесериал)                | Percy Trevelyan            | Эпизод: "Постоянный пациент" |        |
| 1987 | Бедная маленькая богачка: История жизни Барбары Хаттон | Prince Alexis Mdivani      | телефильм                    |        |
| 1988 | Gentlemen and Players                                  | Mike Savage                |                              |        |
| 1991 | Zorro                                                  | Viscount Armand de Jussac  | 2 эпизода                    |        |
| 1992 | Virtual Murder                                         | Dr. John Cornelius         |                              |        |
| 1995 | Shine on Harvey Moon                                   | Squadron Leader Cunningham | 4 эпизода                    |        |
| 1997 | Одиссея (мини-сериал)                                  | Менелай                    | телесериал                   |        |
| 1997 | Новые приключения Робина Гуда (телесериал)             | Ноттингемский шериф        | 2 эпизода                    |        |
| 1998 | Великий Мерлин                                         | Lord Leo                   | телесериал                   |        |
| 1999 | Psychos                                                | Dr. Angus Harvey           | 6 эпизода                    |        |